# Zuurstofcrisis

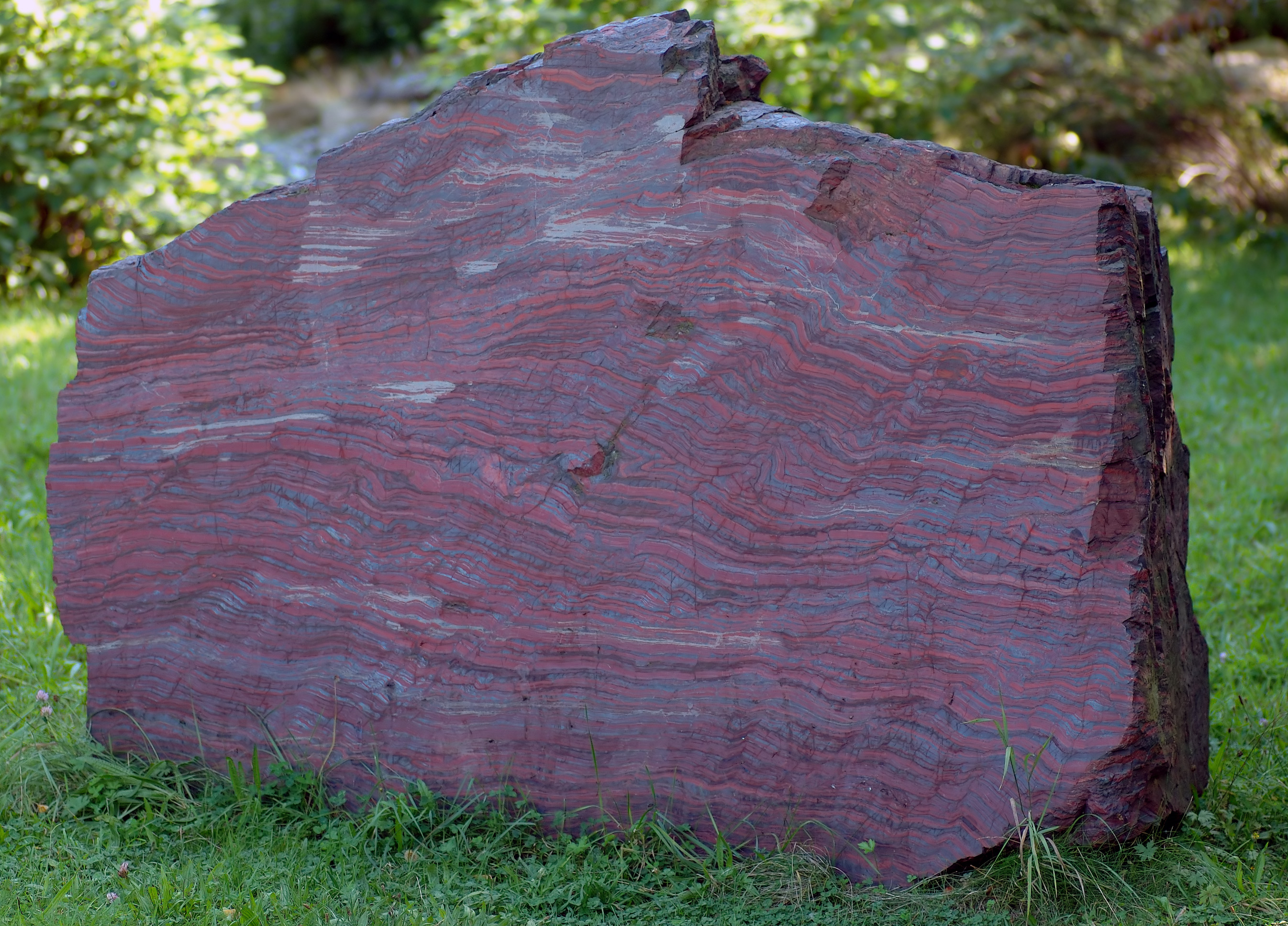
2,1 Ga oude banded iron formation in een stuk gesteente. Let op de afwisseling van ijzerrijke (roodpaarse) en anoxische (donkergrijze) lagen.

De zuurstofcrisis (Engels: Great Oxidation Event) is de periode waarin er voor het eerst een sterke toename was van het gas zuurstof (O2) in de oceanen en de atmosfeer van de Aarde. Deze gebeurtenis wordt beschouwd als een van de belangrijkste veranderingen in de geschiedenis van de Aarde. De toename van zuurstof in de oceanen en de atmosfeer wordt toegewezen aan de evolutie en de groei van cyanobacteriën (ook wel 'blauwalgen' genoemd). Het ontstaan van de zuurstofhoudende atmosfeer is op verschillende hypothesen gebaseerd waarvan elk onderliggend mechanisme bijgedragen kan hebben aan de zuurstofcrisis.
De cyanobacteriën ontwikkelden oxygene fotosynthese, een vorm van fotosynthese waarbij zuurstof als bijproduct vrijkomt. Nadat de mineralen op Aarde door het geproduceerde zuurstofgas geoxideerd waren kon er een surplus aan zuurstofgas ontstaan in de oceaan en in de atmosfeer wat uitmondde in de zuurstofcrisis. Deze, in geologische termen, tamelijk plotselinge toename van zuurstof heeft zo'n 2,4 miljard jaar geleden gedurende het Paleoproterozoïcum plaatsgevonden en veranderde het leven op Aarde compleet. Het gas was giftig voor het leven dat tot dan toe afhankelijk was geweest van een atmosfeer zonder zuurstof. Dit leven bestond voornamelijk uit micro-organismen die een anaeroob metabolisme hadden terwijl deze nieuwe atmosfeer andere aerobe levenssoorten de kans gaf.
De zuurstofrijke atmosfeer maakte de weg vrij voor een aeroob metabolisme in de prokaryoten en vervolgens ook in dat van de eukaryoten. De zuurstoftoename heeft op zeker moment de vorming van een ozonlaag mogelijk gemaakt waardoor het leven op land mogelijk werd. Het anaerobe leven verdween grotendeels, maar door een gebrek aan fossielen van organismen die geleefd moeten hebben in de oude zuurstofloze atmosfeer, wordt er in dit geval niet gesproken van een massa-extinctie, zoals wel gedaan wordt in andere era's waarin vulkaanuitbarstingen of meteoriet-inslagen de uitsterving veroorzaakten van soorten die tot aan een bepaald moment in de geschiedenis van de Aarde terug te vinden zijn in het fossielenbestand.

## Zuurstofsporen

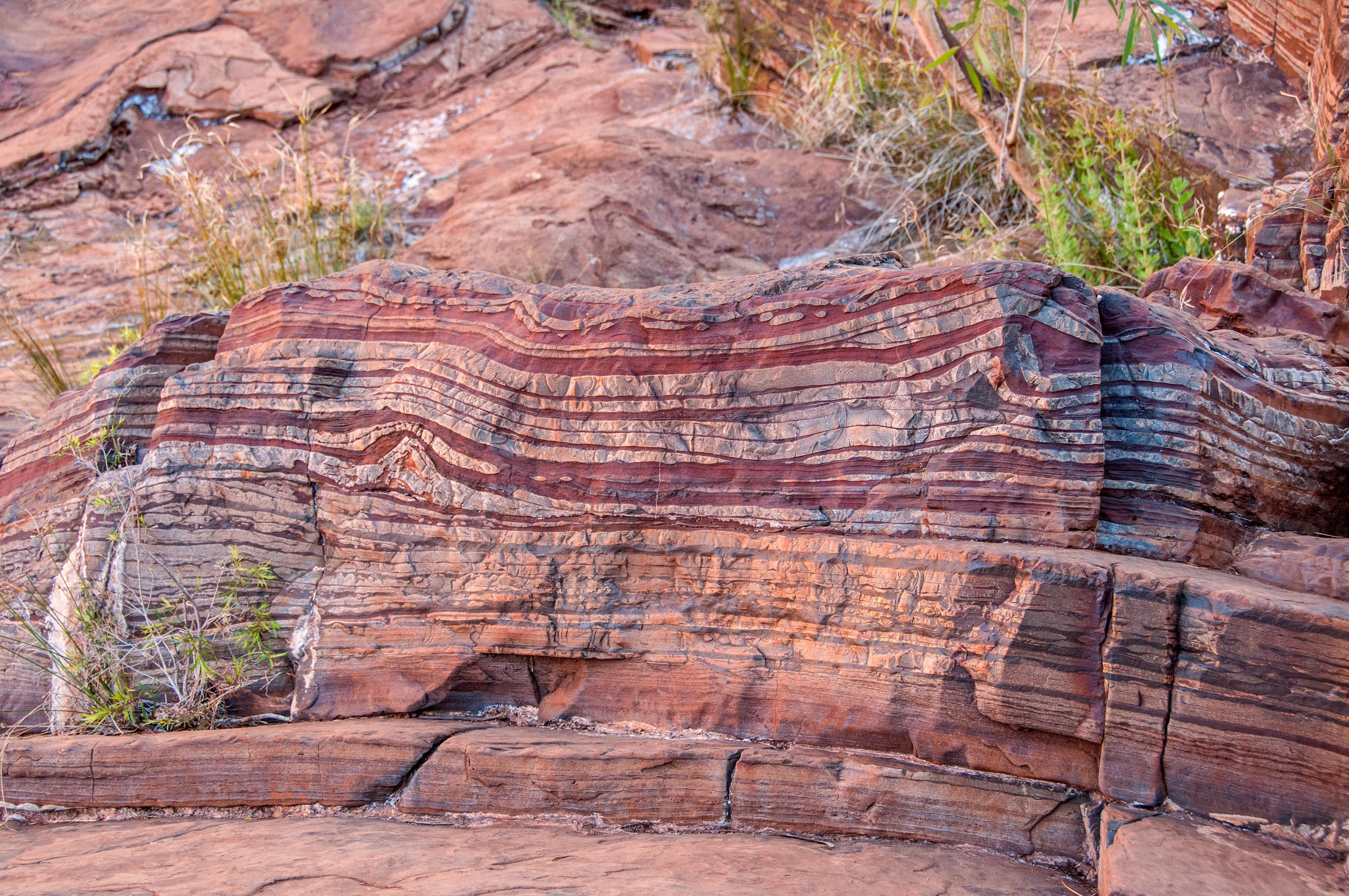
Een banded iron formation in Nationaal park Karijini

Een overtuigend bewijs voor de zuurstofcrisis, is de afwezigheid van banded iron formations (BIF) tot aan 2,5 tot 2 miljard jaar geleden. Deze geologische structuren ontstonden als gevolg van een toename van zuurstof waardoor het ijzer in de oceanen oxideerde. De gevormde ijzeroxiden sloegen neer op de oceaanbodem en maakten zo onderdeel uit van de sedimenten. Dit ijzeroxide is tegenwoordig zichtbaar in de banded iron formations die bestaan uit rotsen die gekenmerkt worden door roodgekleurde strepen. De strepen bevatten ijzer in de vorm hematiet of magnetiet. Vóór de zuurstofcrisis ontbraken deze BIF's in de geologische bestanden. Pas met de toename van zuurstof nam de zuurstofconcentratie zodanig toe dat al het ijzer oxideerde en neersloeg.
Een tweede belangrijk gevolg van de zuurstoftoename zijn de mass independent fractionations (MIF) van zwavelisotopen. In gesteentes jonger dan 2,32 miljard jaar geleden, zijn deze niet terug te vinden. Voorafgaand aan die periode daarentegen, in een atmosfeer zonder zuurstof, zijn namelijk grote MIF effecten bewaard, wat resulteert in verschillende isotopen-samenstellingen van gereduceerde en geoxideerde vormen van zwavel die vanuit de atmosfeer werden vastgelegd in de sedimenten en rotsen. In een atmosfeer met een zuurstofgehalte dat hoger ligt dan in het Archeïcum, is het zwavel dat vrijgekomen is uit de vulkanen direct geoxideerd en zijn alle zwavelhoudende stoffen via de sulfaatreservoirs in de oceanen opgenomen in de sedimenten. Daarmee gaat elk stempel van MIF verloren.

## Atmosfeer

### Eerste atmosfeer
Vanaf het ontstaan van de Aarde door accretie van chondrieten, bevatte de eerste atmosfeer gassen die opgenomen waren uit de zonnenevel. Die atmosfeer bestond voornamelijk uit waterstof (H2) en ook helium (He). De jonge zon was een sterke bron van UV-straling die het waterstof in het bovenste deel van de atmosfeer verhitte, waardoor het gas uit de atmosfeer ontsnapte. Dit gas werd weggezogen waardoor daar weinig sporen van zijn overgebleven ondanks de overvloedige aanwezigheid ervan in de ruimte. Aan het eind van het Hadeïcum, na de inslag die de vorming van de Maan tot gevolg had en nadat de aardmantel en -korst zich hersteld hadden, werd de atmosfeer gevormd door gassen uit het binnenste van de Aarde die door vulkanen en bij extreme verhitting van gesteente en chondrieten vrijkwamen.

### Tweede atmosfeer
De atmosfeer die tijdens het eon Archeïcum aanwezig zou zijn, werd dus gevormd door uitgassing van het hete gesteente en door de eruptie van vulkanen. Uiteindelijk bestond deze atmosfeer voornamelijk uit broeikasgassen zoals methaan (CH4), ammoniak (NH3), koolstofdioxide (CO2), distikstof (N2), waterstof (H2) waterdamp (H2O) en weinig tot geen zuurstof (O2). Gedurende het Archeïcum en waarschijnlijk al gedurende het Hadeïcum ontstond er leven dat gebaseerd was op anaeroob metabolisme. Dat waren waarschijnlijk anaerobe bacteriën en archaea die tegen hoge temperaturen bestand waren. Eerst was het oppervlak van de Aarde heet, ondanks dat de zon minder helder was. Het is mogelijk dat dankzij de broeikasgassen de temperatuur op Aarde ongeveer 250°C bleef. Op de oceaanbodem waren er hydrothermale bronnen gevormd waar het eerste leven heeft kunnen ontstaan. De eerste levensvormen waren waarschijnlijk eerder chemoautotroof dan fotoautotroof. Het is niet duidelijk bij welke temperatuur dit leven zich ontwikkelde, wellicht bij ±70°C. De laatste universele gemeenschappelijke voorouder (LUCA) wordt niet vaak als thermofiel beschouwd. Echter, de maximale stabiliteitstemperatuur van gereconstrueerde eiwitten van de laatste gemeenschappelijke voorouders van grote clades in de levensboom, neemt systematisch toe van jonge naar oude voorouders. Primitieve bacteriën konden waarschijnlijk goed in deze extreme omstandigheden leven. Deze organismen gebruikten waarschijnlijk anoxygene fotosynthese om zonder zuurstof en met gebruik van S2- (zwavel) en Fe2+ (ijzer) als electronendonors CO2 om te zetten in organisch materiaal.

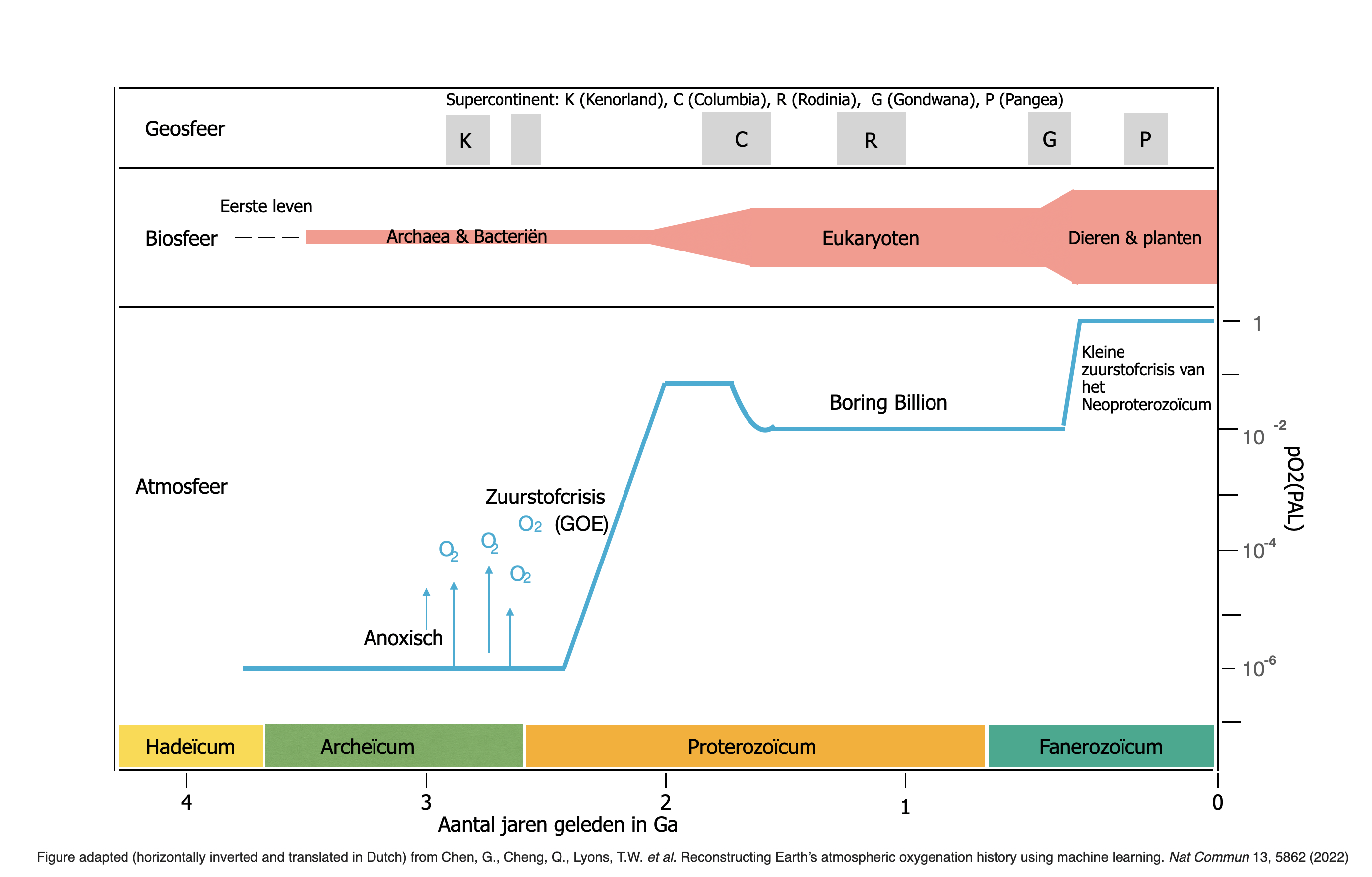
Co-evolutie van geosfeer, atmosfeer en biosfeer van de Aarde door de tijd heen. Geosfeer: evolutie van de geosfeer, inclusief de ontwikkeling van de cyclussen van de supercontinenten (1). Biosfeer: evolutie van het leven in de biosfeer (2). Atmosfeer: evolutie van het zuurstofgehalte in de lucht ten opzichte van het huidige atmosferische niveau (3); de blauwe lijnen tonen het O_{2}-niveau in de atmosfeer dat afgeleid is van verschillende geologische proxy en tonen een plausibel evolutiepad van het O_{2}-niveau. 1 Ga = Giga annum is 1 miljard jaar (10^{9}); PAL = Present Atmospheric Level.

### Derde atmosfeer
Nadat het leven ongeveer 4 miljard jaar geleden voor het eerst ontstond bezat de Aarde waarschijnlijk uitgestrekte ondiepe zeeën waarvan de enige levende wezens eencellig waren. Veel van die vroege microben waren de voorouders van de cyanobacteriën, die matten konden vormen op sedimenten en rotsoppervlakken. Deze microben, die zich ontwikkelden tot cyanobacteriën, bezaten de moleculaire machinerie voor oxygene fotosynthese, waardoor ze koolstofdioxide en water konden omzetten in suikers en zuurstof. Er is lang gedacht dat deze microben de Aarde van zuurstof voorzagen en dat daarmee ook een omgeving gecreëerd werd die de evolutie van aëroob leven in al zijn vormen bevorderde. Deze derde atmosfeer was rijk aan zuurstof en gaf ruimte aan de ontwikkeling van complexer leven. De vraag bleef echter bestaan waarom er ongeveer een miljard jaar verstreek tussen de eerste fotosynthetische microben, waarvan fossielen aangeven dat ze ongeveer 3,5 miljard jaar geleden ontstonden, en het eerste duidelijke geologische bewijs voor een opbouw van zuurstof. 
Er bestaan verschillende mogelijke oorzaken voor de traagheid waarmee zuurstof toenam, net zoals er mogelijke oorzaken zijn voor de uiteindelijke toename van zuurstof. Naar het eind van de zuurstofcrisis, toen het leven gewend en zelfs afhankelijk was geworden van zuurstof, ontstond er een afname van de primaire productie van meer dan 80% waarschijnlijk als gevolg van een tekort aan voedingsstoffen zoals fosfor. Deze vermindering kan ook een gevolg zijn geweest van de aanvankelijke grote toename van zuurstof (O2) waardoor de atmosfeer die toch ook nog veel methaan (CH4) bevatte geoxideerd werd. Het sterke broeikasgas methaan werd geoxideerd tot koolstofdioxide (CO2) dat een zwakker broeikasgas is, waardoor de temperatuur op Aarde omlaag ging. Deze verandering in de atmosfeer kan de oorzaak geweest zijn voor het ontstaan van de Huronische ijstijd, die het einde van de zuurstofcrisis markeert.

## Mogelijke oorzaken
De oorzaak van de zuurstofcrisis is nog niet helemaal duidelijk. Het is mogelijk een combinatie van:  
1. de hoge productie van methaan door anaerobe bacteriën die de zuurstoftoename tegenhield
2. de evolutie van de juiste enzymen voor de oxygene fotosynthese in cyanobacteriën
3. de verzadiging van het ijzer in de oceanen
4. een toegenomen netto productie van zuurstof door het lengen van de dagen

1. De overheersende opvatting luidt dat cyanobacteriën evolueerden in een zuurstofloze of anoxische wereld waarin uitsluitend anaerobe micro-organismen leefden. Deze anaerobe organismen produceerden ook methaan (CH4), een sterk broeikasgas en reductor die de passage naar een zuurstofrijke atmosfeer vertraagd zou kunnen hebben.
2. De cyanobacteriën waren waarschijnlijk zelf ook nog anaeroob en beschikten nog niet over het enzym superoxidedismutase, dat de giftige zuurstofradicalen kon neutraliseren. Ze produceerden door fotosynthese zuurstof maar konden het zelf nog niet gebruiken voor hun metabolisme omdat het giftig geweest moet zijn voor henzelf en al het andere anaerobe leven. Uiteindelijk ontwikkelden ze de juiste enzymen en konden ze in aantallen toenemen. Voorafgaand aan de zuurstofcrisis groeiden er mogelijk cyanobacteriën in matten die boven de mat een dunne laag van 1 - 2 mm met zuurstofrijk water creëerden. Deze zuurstof-oasen werden omgeven door water zonder zuurstof waar het anaerobe leven kon blijven bestaan. De overvloedige bron van energie, het zonlicht, werd tijdens fotosynthese door de cyanobacteriën gebruikt om kooldioxide (CO2) te binden, suikers mee te maken en ook water mee te splitsen waarbij er zuurstof vrijkwam. Het licht, CO2 en water waren en zijn nog steeds overvloedig aanwezig en deze bacteriën konden waarschijnlijk zo explosief groeien dat de atmosfeer radicaal veranderde en voor het eerst zoveel zuurstof bevatte. 
3. Dit zuurstof werd in eerste instantie vrijwel helemaal onttrokken aan de atmosfeer door de mineralen in het zeewater. Bovendien, nadat de nodige enzymen geëvolueerd waren, werd de zuurstof door de cyanobacteriën zelf gebuikt voor hun eigen metabolisme, voornamelijk gedurende de nacht. Deze twee factoren kunnen verantwoordelijk geweest zijn voor de traagheid waarmee de anoxische atmosfeer overging in een zuurstofrijke atmosfeer. Waarom verstreek er ongeveer een miljard jaar tussen de eerste fotosynthetische microben, waarvan fossielen aangeven dat ze ongeveer 3,5 miljard jaar geleden ontstonden, en het eerste goede geologische bewijs voor een opbouw van zuurstof. Waarom de zuurstofcrisis zich uiteindelijk toch voordeed is nog niet duidelijk. De plotselinge toename van zuurstofgas in de atmosfeer kan ook worden toegeschreven aan een afname van reducerende mineralen zoals allerlei verbindingen met ijzer (Fe/Fe2+) en sulfiden, die met zuurstof reageren om bijvoorbeeld respectievelijk hematiet of sulfoxide te produceren. Het is mogelijk en waarschijnlijk dat het grootste deel van de mineralen die geoxideerd konden worden verzadigd raakten, waardoor er 'overtollig' zuurstof was dat zich op kon stapelen. Ook de organische koolstofverbindingen die ontstonden als gevolg van fotosynthese werden begraven onder sedimenten of, gedurende sommige ijstijden, door het ijs zodat deze niet meer kon worden geoxideerd door het zuurstof.
4. Een bijkomende mogelijkheid is het idee dat de cyanobacteriën steeds meer zuurstof gingen produceren door het langzaam lengen van de dagen. De Aarde had vlak nadat deze ontstond, dagen van een lengte van 6 uur, maar, door getijde-wrijving, een gevolg van de beweging ten opzichte van de Maan, ging de Aarde langzamer draaien en werden de dagen of etmalen langer. Dit ging door tot aan 2,4 miljard jaar geleden toen de dagen 21 uur duurden. Deze periode valt samen met de zuurstofcrisis. Daarna bleef de lengte van de dagen hetzelfde, namelijk 21 uur tot aan de kleine zuurstofcrisis van het Neoproterozoïcum, 700 miljoen jaar geleden. De Aarde ging opnieuw langzamer draaien tot aan de 24 uur van vandaag. Bij het lengen van de dagen zou het kunnen dat de productie van zuurstof door de cyanobacteriën omhoog ging. Onderzoekers hebben namelijk gevonden dat moderne cyanobacteriën netto meer zuurstof vrijgeven dan ze opnemen wanneer de etmalen kunstmatig verlengd worden.